# Christine Nesbitt
Christine Margaret Nesbitt (Melbourne, Australia, 17 de mayo de 1985) es una deportista canadiense que compitió en patinaje de velocidad sobre hielo. 
Participó en tres Juegos Olímpicos de Invierno, obteniendo dos medallas, plata en Turín 2006, en la prueba de persecución por equipos (junto con Kristina Groves, Clara Hughes y Cindy Klassen), y oro en Vancouver 2010, en los 1000 m, y el quinto lugar en Sochi 2014 (persecución por equipos).
Ganó dos medallas en el Campeonato Mundial de Patinaje de Velocidad sobre Hielo, plata en 201 y bronce en 2012, doce medallas en el Campeonato Mundial de Patinaje de Velocidad sobre Hielo en Distancia Individual entre los años 2007 y 2013, y dos medallas en el Campeonato Mundial de Patinaje de Velocidad sobre Hielo en Distancia Corta, oro en 2011 y plata en 2012.

## Palmarés internacional
| Juegos Olímpicos                           | Juegos Olímpicos                | Juegos Olímpicos  | Juegos Olímpicos        |
| Año                                        | Lugar                           | Medalla           | Prueba                  |
| ------------------------------------------ | ------------------------------- | ----------------- | ----------------------- |
| 2006                                       | Turín (Italia)                  | Medalla de plata  | Persecución por equipos |
| 2010                                       | Vancouver (Canadá)              | Medalla de oro    | 1000 m                  |
| Campeonato Mundial                         |                                 |                   |                         |
| Año                                        | Lugar                           | Medalla           | Prueba                  |
| 2011                                       | Calgary (Canadá)                | Medalla de plata  | Clasificación general   |
| 2012                                       | Moscú (Rusia)                   | Medalla de bronce | Clasificación general   |
| Campeonato Mundial en Distancia Individual |                                 |                   |                         |
| Año                                        | Lugar                           | Medalla           | Prueba                  |
| 2007                                       | Salt Lake City (Estados Unidos) | Medalla de oro    | Persecución por equipos |
| 2007                                       | Salt Lake City (Estados Unidos) | Medalla de bronce | 1000 m                  |
| 2008                                       | Nagano (Japón)                  | Medalla de plata  | Persecución por equipos |
| 2009                                       | Richmond (Canadá)               | Medalla de oro    | 1000 m                  |
| 2009                                       | Richmond (Canadá)               | Medalla de oro    | Persecución por equipos |
| 2009                                       | Richmond (Canadá)               | Medalla de bronce | 1500 m                  |
| 2011                                       | Inzell (Alemania)               | Medalla de oro    | 1000 m                  |
| 2011                                       | Inzell (Alemania)               | Medalla de oro    | Persecución por equipos |
| 2012                                       | Heerenveen (Países Bajos)       | Medalla de oro    | 1000 m                  |
| 2012                                       | Heerenveen (Países Bajos)       | Medalla de oro    | 1500 m                  |
| 2012                                       | Heerenveen (Países Bajos)       | Medalla de plata  | Persecución por equipos |
| 2013                                       | Sochi (Rusia)                   | Medalla de bronce | 1500 m                  |
| Campeonato Mundial en Distancia Corta      |                                 |                   |                         |
| Año                                        | Lugar                           | Medalla           | Prueba                  |
| 2011                                       | Heerenveen (Países Bajos)       | Medalla de oro    | Clasificación general   |
| 2012                                       | Calgary (Canadá)                | Medalla de plata  | Clasificación general   |